# Magyarország az 1978-as fedett pályás atlétikai Európa-bajnokságon
Magyarország a olaszországi Milánóban megrendezett 1978-as fedett pályás atlétikai Európa-bajnokság egyik részt vevő nemzete volt. Az ország a versenyen 8 sportolóval képviseltette magát.

## Érmesek
| Érem  | Versenyző     | Versenyszám | Dátum       |
| ----- | ------------- | ----------- | ----------- |
| Arany | Szalma László | Távolugrás  | március 12. |
| Ezüst | Szabó Ildikó  | Távolugrás  | március 11. |

## Eredmények

### Férfi
| Versenyző         | Versenyszám | Előfutam | Előfutam | Előfutam | Elődöntő | Elődöntő | Elődöntő | Döntő   | Döntő    |
| Versenyző         | Versenyszám | Idő      | Hely.    | Össz.    | Idő      | Hely.    | Össz.    | Idő     | Helyezés |
| ----------------- | ----------- | -------- | -------- | -------- | -------- | -------- | -------- | ------- | -------- |
| Hornyacsek Nándor | 400 m       | 48,64    | 1.       | 9.       | 48,06    | 4.       | 7.       | kiesett | kiesett  |
| Zemen János       | 1500 m      | 3:43,4   | 2.       | 6.       |          |          |          | 3:43,0  | 6.       |
| Szántó Tamás      | 1500 m      | 3:40,7   | 3.       | 3.       |          |          |          | 3:49,0  | 10.      |
| Zsinka András     | 1500 m      |          | 5.       |          |          |          |          | kiesett | kiesett  |

| Versenyző     | Versenyszám | Döntő    | Döntő    |
| Versenyző     | Versenyszám | Eredmény | Helyezés |
| ------------- | ----------- | -------- | -------- |
| Szalma László | Távolugrás  | 783 cm   |          |

### Női
| Versenyző    | Versenyszám | Döntő  | Döntő    |
| Versenyző    | Versenyszám | Idő    | Helyezés |
| ------------ | ----------- | ------ | -------- |
| Lipcsei Irén | 1500 m      | 4:18,4 | 7.       |

| Versenyző    | Versenyszám | Döntő    | Döntő    |
| Versenyző    | Versenyszám | Eredmény | Helyezés |
| ------------ | ----------- | -------- | -------- |
| Mátay Andrea | Magasugrás  | 188 cm   | 4.       |
| Szabó Ildikó | Távolugrás  | 649 cm   |          |